# Vallès Occidental
Le Vallès Occidental est une comarque catalane d'Espagne. Ses chefs-lieux sont Sabadell et Terrassa.

## Géographie

### Carte
| Anoia Bages Segarra Solsonès Conca de · Barberà Moianès Osona Berguedà Basse · Cerdagne Alt · Urgell Pallars · Sobirà Val d'Aran Alta · Ribagorça Pallars · Jussà Noguera Urgell Pla · d'Urgell Segrià Garrigues Alt · Penedès Baix · Llobregat Barcelonès Vallès · Occidental Maresme Vallès · Oriental Ripollès Garrotxa Alt Empordà Pla de · l'Estany Gironès Selva Baix · Empordà Garraf Baix · Penedès Tarragonès Alt · Camp Baix · Camp Priorat Ribera · d'Ebre Terra · Alta Baix Ebre MontsiàFrance Pyrénées-Orientales Ariège Haute · Garonne Andorre Aragon Communauté valencienneMer Méditerranée |

### Situation
Il fait partie de la région métropolitaine de Barcelone et forme avec le Vallès Oriental la grande comarque du Vallès. Il est limitrophe des comarques du Moianès au nord, du Vallès Oriental à l'est, du Barcelonès au sud-est, du Baix Llobregat au sud-ouest et du Bages au nord-ouest.

## Communes
Les communes composant le Vallès Occidental sont :
| Nom                      | Population (2008) |
| ------------------------ | ----------------- |
| Badia del Vallès         | 13 829            |
| Barberà del Vallès       | 29 208            |
| Castellar del Vallès     | 22 626            |
| Castellbisbal            | 11 540            |
| Cerdanyola del Vallès    | 58 493            |
| Gallifa                  | 224               |
| Matadepera               | 8 266             |
| Montcada i Reixac        | 32 111            |
| Palau-solità i Plegamans | 13 310            |
| Polinyà                  | 7 403             |
| Rellinars                | 658               |
| Ripollet                 | 36 255            |
| Rubí                     | 73 836            |
| Sabadell                 | 206 493           |
| Sant Cugat del Vallès    | 76 274            |
| Sant Llorenç Savall      | 2 261             |
| Sant Quirze del Vallès   | 18 225            |
| Santa Perpètua de Mogoda | 21 644            |
| Sentmenat                | 7 209             |
| Terrassa                 | 215 678           |
| Ullastrell               | 1 761             |
| Vacarisses               | 5 787             |
| Viladecavalls            | 7 170             |

## Personnalités célèbres
- María Salvo (1920-2020), femme politique catalane, victime de la répression sous la dictature franquiste.